# Енвер Марић
Енвер Марић (рођен 25. априла 1948. у Мостару) је био голман фудбалске репрезентације Југославије. Бранио за мостарски Вележ и Шалке 04. Носио је надимак Пантер са Неретве.

## Каријера
За први тим Вележа дебитовао у сезони 1967/68, а прву утакмицу за репрезентацију Југославије одиграо је 1972. против СССР-а у Београду.
За Вележ је бранио у преко 470 утакмица, за Шалке 04 преко 150 а за СФРЈ 32.
„Летећи Мостарац“" је био члан познатог Вележовог трија "BMW" - Бајевић, Mарић, Владић), који је играо у једној од најуспешнијих генерација клуба са Неретве.
Три пута је бранио за репрезентацију света и Европе. Уочи Светског првенства у Немачкој, проглашен је 1973. године за најбољег фудбалера Југославије.
Вратио се фудбалу као тренер голмана у Вележу 1987-90, Фортуни из Диселдорфа 1993-1998 и Херти из Берлина 1998-2010.